# Međunarodna antikorupcijska akademija
Međunarodna antikorupcijska akademija (IACA) je međunarodna znanstvena organizacija sa sjedištem u Laxenburgu (Austrija), u blizini glavnog grada Beča. Osnivačka konferencija održana je 2. rujna 2010. u bečkom Hofburgu. Glavni cilj akademije je obrazovanje stručnjaka u borbi protiv korupcije. IACA trenutno nudi tematske seminare i magistarski program iz oblasti anti-korupcije.

## Međunarodna suradnja
IACA namjerava potaknuti međunarodnu suradnju s institucijama iz javnog i privatnog sektora, uključujući Sveučilišta, civilno društvo i nevladine organizacije, kao i antikorupcijske organizacije kao što je Međunarodno udruženje antikorupcijskih institucija (IAACA) i Europski partneri za borbu protiv korupcije (EPAC). 
Suradnja s drugim organizacijama usmjerena je pronalaženju djelotvornih strategija za borbu protiv korupcije, zakonskih okvira i preventivnih mjera.

## Vanjske poveznice
- Službena stranica